# برایان فریل
برایان فریل (Brian Patrick Friel زاده ۹ ژانویه ۱۹۲۹ - درگذشته ۲ اکتبر ۲۰۱۵) (به انگلیسی: Brian Friel) نمایشنامه‌نویس و نویسنده داستان کوتاه ایرلندی بود. او که از مهم‌ترین نمایشنامه‌نویسان انگلیسی‌زبان نسل خود محسوب می‌شود، به نام چخوف ایرلند هم شناخته می‌شد.
فریل عضو آکادمی هنر و ادبیات آمریکا، انجمن پادشاهی ادبیات انگلستان و آکادمی ادبیات ایرلند بود. وی در فاصله سال‌های ۱۹۸۷ تا ۱۹۸۹ به عنوان نماینده انتصابی در سنای حضور داشت. فریل برای نوشتن نمایشنامه رقص در لوناسا برنده جایزه تونی، جایزه لارنس الیویه و جایزه انجمن منتقدان نیویورک شد. فیلمی هم براساس این نمایشنامه با بازیگری مریل استریپ و کارگردانی پت اوکانر ساخته شد.
برایان فریل بعد از یک دوره طولانی بیماری، در ۲ اکتبر ۲۰۱۵ درگذشت.

## به فارسی
- در لوناسا، ترجمهٔ سحر خلیلی
- زادگاه (نمایش‌نامه)، ترجمۀ فاطمه تسلیمی و سارا موسوی‌تبار، انتشارات سیلاک